# Ягі Басті
Ягі Басті (помер бл. 1344) — чобанідський правитель Шираза, дядько й наступник Хасана Кучака. Син еміра Чобана і Курдужин-хатун. 1338 року після смерті матері став еміром Ширазу, чому сприяв занепад держави Хулагуїдів. 1343 року вимушен протистояти зведеному брату Сургану, від якого 1344 року зазнав поразки.